# My Vision
La My Vision (マイビジョン Mai bijon?) (マイビジョン Mai bijon?) es una videoconsola desarrollada por Nichibutsu y lanzada en Japón en 1983. El sistema estuvo dedicado sólo a jugar versiones de videojuegos de los juegos de mesa populares. La consola no tuvo ningún control; en cambio, los jugadores utilizaron un teclado en el frente de la consola  para hacer las acciones.
Esta consola desapareció poco después de que la Famicom se hiciera con el mundo de los videojuegos, por lo que es imposible de encontrar hoy en día.

## Juegos
Para este sistema se comercializaron 6 juegos.
- Go
- Hanafuda
- Reversi
- Mastermind
- Shimeshougi
- Mahjong